# Saga de Knýtlinga

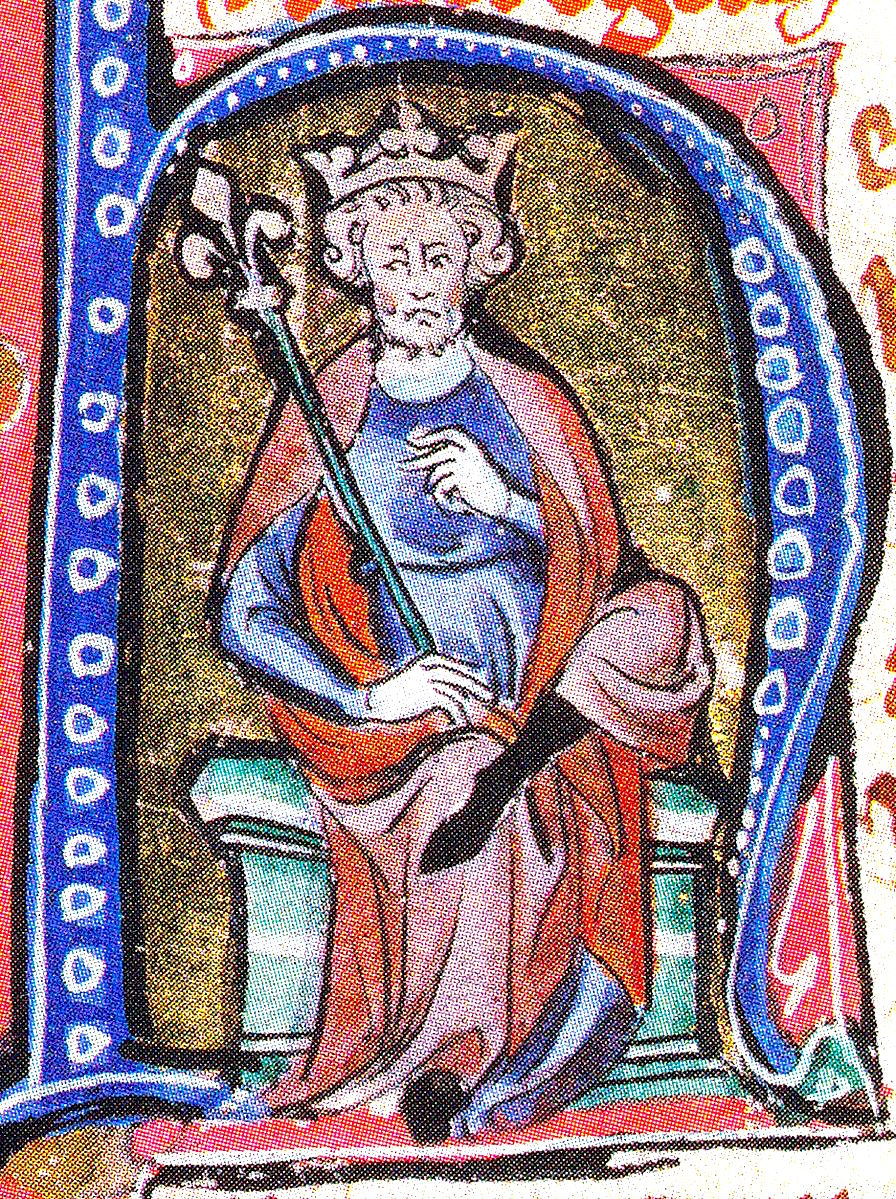
Pintura Medieval de Canuto

A Saga de Knýtlinga é a saga do rei Canuto, o Grande e de seus descendentes. Ela foi escrita na Islândia por volta de 1260 e se trata dos reis dinamarqueses de Haroldo I da Dinamarca (Século IX) até 1187.
Ela se relaciona muito com a Heimskringla, uma obra medieval de Snorri Sturluson sobre os reis noruegueses. Como Snorri, o autor usa muito a poesia escáldica como uma fonte de documentos. Há motivos suficientes para crer-se que o autor dessa saga éÓlafr Þórðarson († 1259), sobrinho de Snorri. Ólafr ficou com o governante dinamarquês Valdemar II de 1240 a 1241 e Valdemar forneceu ao autor muitas informações importantes.